# Мексикано-танзанийские отношения
Мексикано-танзанийские отношения — двусторонние дипломатические отношения  между Мексикой и Танзанией. Обе страны являются членами Организации Объединённых Наций и Всемирной торговой организации.

## История
Мексика и Танзания установили дипломатические отношения 19 февраля 1973 года. В том же году Мексика открыла посольство в столице Танзании Дар-эс-Саламе. В апреле 1975 года президент Танзании Джулиус Камбараге Ньерере посетил Мексику с шестидневным официальным визитом. Во время своего визита он встретился с мексиканским президентом Луисом Эчеверриа, где они обсуждали вопросы, стоящие перед Африкой в то время. Кроме того, президент Ньерере попросил Мексику принять активную роль в оказании помощи Танзании в строительстве инфраструктуры в своей новой столицы городе Додома, позволив танзанийским архитекторам, планировщикам и студентам приехать и учиться в мексиканских университетах, а мексиканским техникам — отправиться в Танзанию для работы по разработке новых проектов в стране. Между обоими президентами были подписаны соглашения по углублению сельскохозяйственных и торговых отношений между обеими странами.
В июле 1975 года президент Мексики Луис Эчеверриа Альварес совершил четырёхдневный государственный визит в Танзанию. Во время визита президент посетил национальный парк Серенгети и новую столицу город Додома. Обе страны подписали соглашение об увеличении стипендий для обучения студентов в количестве до 30 человек для каждой страны, и соглашение по увеличению государственной финансовой помощи танзанянам проживающим в Мексике. В 1980 году Мексика закрыла посольство в Танзании в связи с финансовыми ограничениями.

## Государственные визиты
Визиты Президентов Мексики в Танзанию
- Президент Луис Эчеверриа Альварес (1975)

Визиты Президентов и Премьер-министров Танзании в Мексику
- Президент Джулиус Камбараге Ньерере (1975, 1981)
- Президент Бенджамин Уильям Мкапа (2002)
- Премьер-Министр Али Мохамед Шейн (2008)

## Торговля
В 2016 году торговля между Мексикой и Танзанией составила 5,8 миллионов долларов США. Основной экспорт Мексики в Танзанию включает: медицину, электрооборудование и адаптеры. Основной экспорт Танзании в Мексику включает: экстракт мимозы и продукты на основе древесины.

## Дипломатическое представительство
- Мексика имеет посла аккредитованного по совместительству в Танзании который находится в посольстве в Найроби, Кения[6] и поддерживает почётное консульство в Дар-эс-Саламе.[7]
- Танзания имеет посла аккредитованного по совместительству в Мексике который находится в посольстве в Вашингтоне, округ Колумбия, США[8] и поддерживает почётное консульство в Мехико.[9]